# Maserati MC20
La Maserati MC20 (codice interno M240) è un'autovettura sportiva prodotta dalla casa automobilistica italiana Maserati dal 2020.

## Contesto
Nel novembre 2019 sono stati pubblicati una serie di scatti che mostravano un muletto di prova della futura MC20 basato su un'Alfa Romeo 4C modificata; l'auto presentava una porzione della parte posteriore ingrandita e una carreggiata molto più ampia. Il 1º luglio 2020 la Maserati ha presentato il motore della vettura denominato "Nettuno". La vettura, che inizialmente doveva debuttare a maggio 2020, è stata presentata il 9 settembre seguente a causa della pandemia di COVID-19.

## Descrizione
Il nome è un acronimo di Maserati Corse 2020. La vettura impiega 2,9 secondi per effettuare lo 0–100 km/h e 8,8 secondi per coprire lo 0–200. La velocità massima dichiarata è di 325 km/h.

### Meccanica

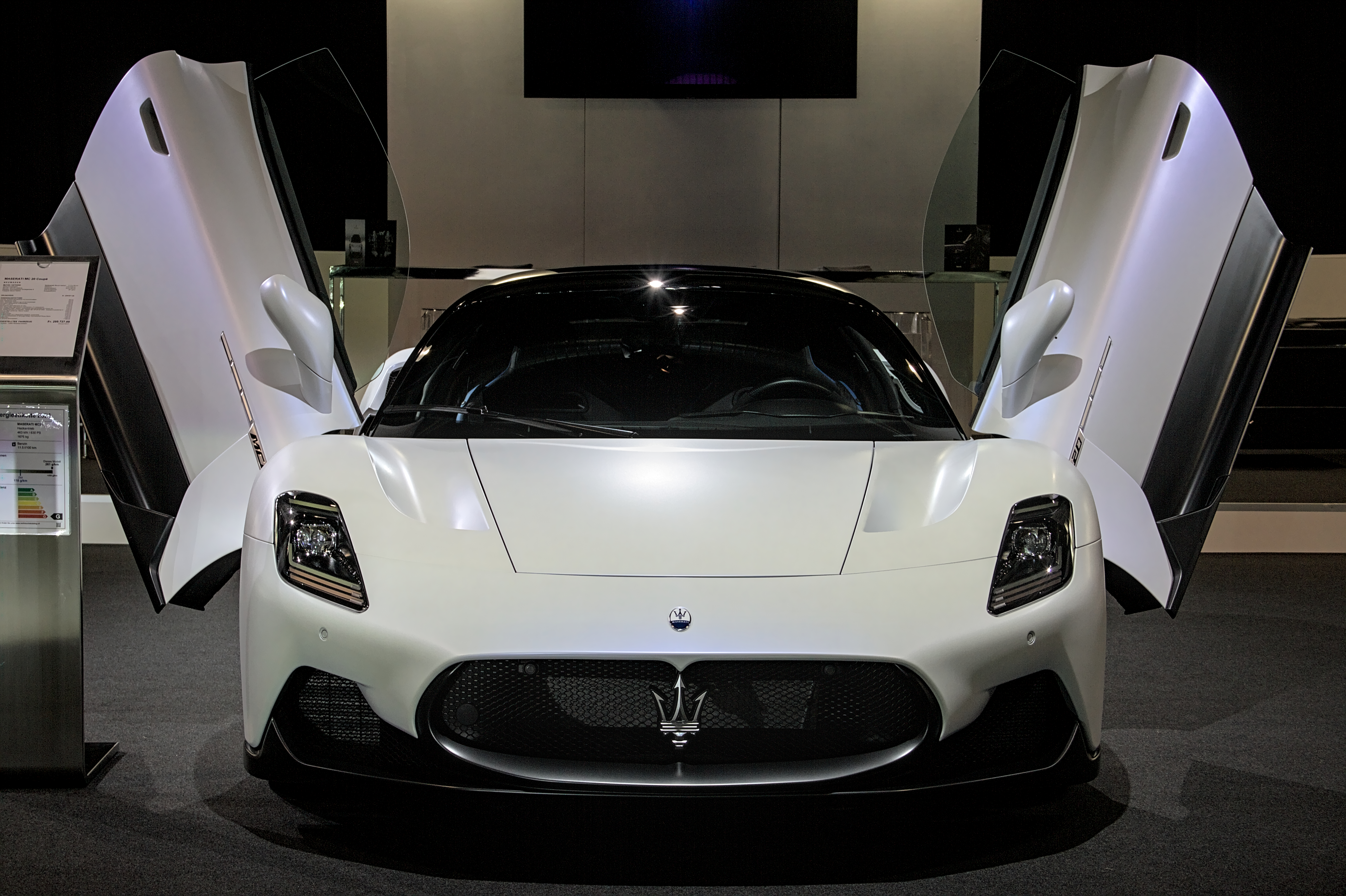
Dettaglio del frontale con le portiere ad ali di farfalla aperte

La vettura è alimentata da un V6 da 3,0 litri con bancate a 90° con lubrificazione a carter secco, dotato di un sistema a doppia candela e ad accensione con precamera di derivazione Formula 1. Il motore è alimentato da due turbocompressori e da un sistema a iniezione diretta e indiretta del carburante a 350 bar attraverso due iniettori per cilindro, per un totale di dodici. Il peso del propulsore si attesta sui 220 kg. L'unità sviluppa 630 cavalli a 7500 giri/min e una coppia di 730 N·m tra 3000 e 5500 giri/min, con il limitatore fissato a 8000 giri/min e con un rapporto di 210 CV/litro, con acceleratore elettrico del tipo drive by wire. Il motore è parzialmente derivato dal V8 Ferrari F154 montato sulla Ferrari SF90 stradale e adotta alcune componenti del motore V6 Alfa Romeo 690T della Giulia Quadrifoglio.

### Telaio
Il telaio della MC20, progettato insieme alla Dallara, è realizzato in fibra di carbonio e viene costruito ad Airola in provincia di Benevento dalla TTA Adler dove venivano già costruite le scocche delle Ferrari LaFerrari e Alfa Romeo 4C. La trasmissione a doppia frizione a bagno d'olio a 8 marce (con 6 rapporti di potenza e due di riposo) posizionata al retrotreno, che viene fornita dalla Tremec è la medesima della Corvette C8 ed è montata in blocco al differenziale, che è del tipo meccanico autobloccante a slittamento limitato e in opzione può essere a controllo elettronico. Tutto il gruppo cambio-motore è disposto in posizione centrale posteriore. Meccanicamente la MC20 è dotata di sospensioni con architettura a triangoli sovrapposti ad asse sterzante virtuale con ammortizzatori Bilstein a regolazione automatica elettronica e di un impianto frenante brake by wire fornito dalla Brembo con dischi in acciaio dal diametro di 380 mm davanti con pinze a 6 pistoncini e di 350 mm dietro a 4 pistoncini, con in opzione quelli in carboceramica da 390 mm e 360 mm. La vettura calza pneumatici con cerchi in lega da 20 pollici sviluppati insieme con la Bridgestone da 245/35 all'avantreno e 305/30 al retrotreno.

### Design

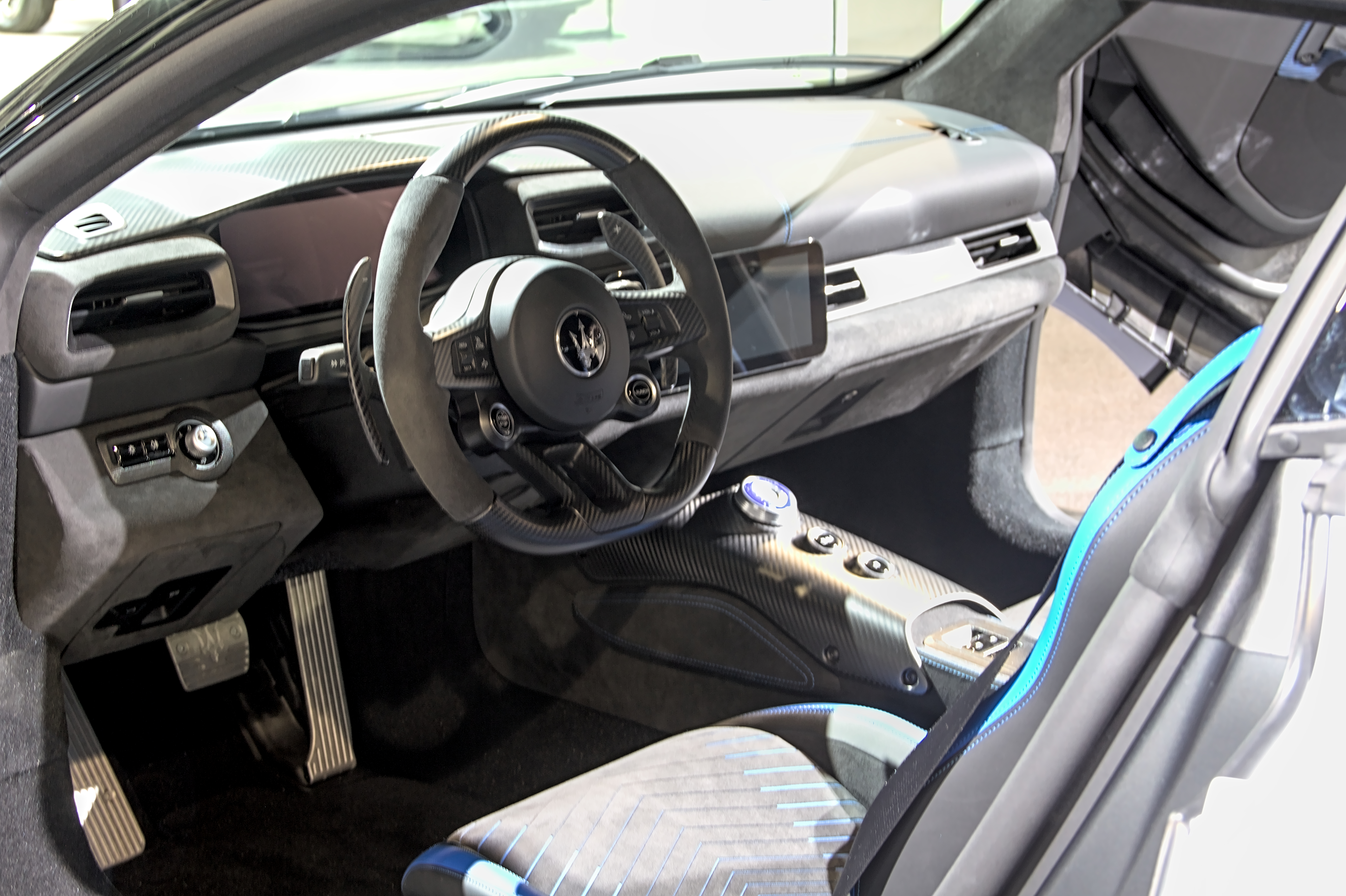
Vista degli interni

Esteticamente si caratterizza per le portiere che hanno un'apertura ad ali di farfalla, per la classica griglia Maserati e per gli scarichi montati in posizione rialzati per ottimizzare i flussi d'aria e l'aerodinamica del veicolo. Sia la carrozzeria che il fondo carenato sono stati creati per massimizzare l'efficienza e il carico aerodinamico, generando circa 100 kg di deportanza a una velocità oltre i 200 km/h.
L'abitacolo, che segue lo schema delle berlinette a motore centrale, è dotato di due soli posti, con un display da 10 pollici che funge da cruscotto posto dietro il volante e un secondo della medesima diagonale posto al centro della consolle. L'interno presenta sedili forniti dalla Sabelt ed è rifinito in Alcantara e fibra di carbonio di colore nero per evitare riflessi sul parabrezza. I bagagliai sono due, uno posizionato sotto il cofano anteriore da 47 litri e un secondo da 101 litri ricavato dietro il motore sopra il differenziale. La vettura inoltre porta in dote all'esordio il nuovo logo dell'azienda.

## Evoluzione

### MC20 Cielo

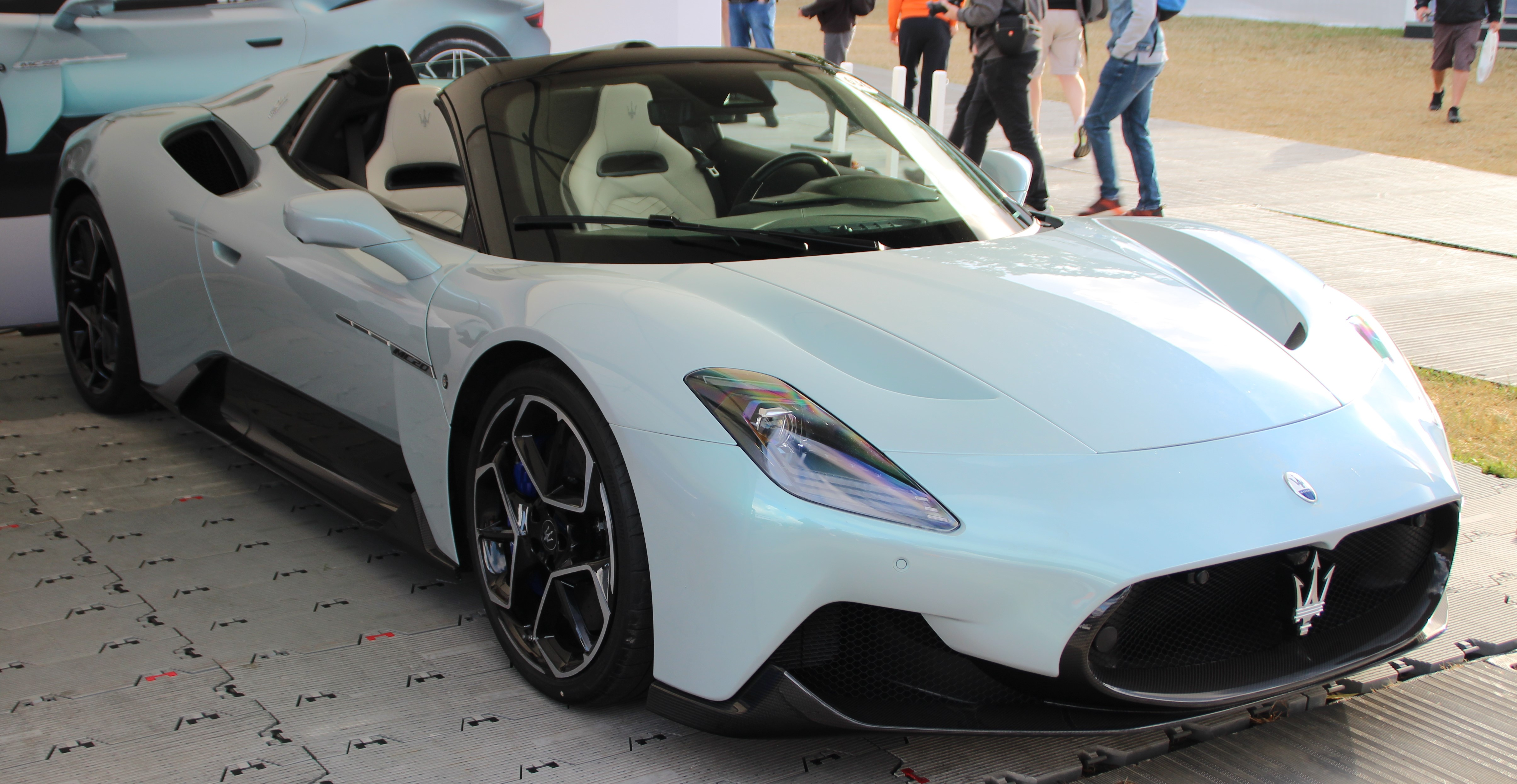
La MC20 Cielo

Presentata in un evento stampa il 25 maggio 2022, la Cielo è la variante scoperta della MC20, dotata di un tettuccio rigido pieghevole realizzato dalla Webasto in vetro elettrocromico, che impiega 12 secondi per aprirsi o ripiegarsi in un vano ricavato sopra al motore e può essere azionato fino a 45 km/h. Inoltre il tettuccio, grazie alla costruzione in PDLC (Polymer Dispersed Liquid Crystal), attraverso un comando presente nel display della plancia si può variarne la trasparenza.
A livello estetico a cambiare di più è la parte posteriore, dove dietro i sedili ci sono due roll-bar tra i quali si cela un piccolo lunotto; il cofano motore, dall'andamento piatto e con al centro disegnato il logo del Tridente, alle sue estremità presenta degli sfoghi d'aria calda per il motore.
A livello tecnico e meccanico la Cielo conserva tutte le caratteristiche della versione chiusa, fatta eccezione per il peso che si attesta a circa 1540 kg, che è superiore di 65 kg a causa delle modifiche e degli irrigidimenti al telaio dovute all'assenza del tetto e ai meccanismi per l'azionamento del tettuccio retrattile.

### GT2 Stradale
Alla Monterey Car Week 2024 la Maserati ha presentato la GT2 Stradale, derivata dalla versione GT2 ma omologata per uso stradale. La Maserati GT2 Stradale è spinta dallo stesso 3.0 biturbo Nettuno V6 ma con 640 CV, 10 cavalli in più e 60 kg in meno rispetto alle altre MC20.

## Attività sportiva

### MC20 GT2
Il 22 luglio 2022 è stata presentato la variante da corsa della MC20 realizzata per gareggiare nel campionato GT2 European Series dal 2023.
Il motore è strettamente derivato dal V6 Nettuno di serie, abbinato però ad un cambio sequenziale a 6 rapporti con una frizione da competizione e un differenziale meccanico autobloccante.
Il telaio è lo stesso monoscocca in fibra di carbonio omologato secondo le norme FIA, mentre l'aerodinamica è stata rivisitata con l'aggiunta di un alettone posteriore regolabile standard per tutte le vetture GT2, uno splitter anteriore e delle minigonne laterali; inoltre il cofano è stato ridisegnato con delle prese d'aria più grandi per garantire una maggiore efficienza sia di raffreddamento che aerodinamica.

## Scheda tecnica
| Caratteristiche tecniche - Maserati MC20                                                                               | Caratteristiche tecniche - Maserati MC20 | Caratteristiche tecniche - Maserati MC20 | Caratteristiche tecniche - Maserati MC20 | Caratteristiche tecniche - Maserati MC20 | Caratteristiche tecniche - Maserati MC20 |
| --- | --- | --- | --- | --- | --- |
| | | | | | |
| Configurazione | | | | | |
| Carrozzeria: coupé a 2 porte ad ali di farfalla                                                                        | Carrozzeria: coupé a 2 porte ad ali di farfalla | Posizione motore: centrale longitudinale | Posizione motore: centrale longitudinale | Trazione: posteriore | Trazione: posteriore |
| Dimensioni e pesi | | | | | |
| Ingombri (lungh.×largh.×alt. in mm): 4669 × 1965 × 1221                                                                | Ingombri (lungh.×largh.×alt. in mm): 4669 × 1965 × 1221 | Ingombri (lungh.×largh.×alt. in mm): 4669 × 1965 × 1221 | Ingombri (lungh.×largh.×alt. in mm): 4669 × 1965 × 1221 | Diametro minimo sterzata: | Diametro minimo sterzata: |
| Interasse: 2700 mm | Interasse: 2700 mm | Carreggiate: anteriore 1681 - posteriore 1649 mm | Carreggiate: anteriore 1681 - posteriore 1649 mm | Altezza minima da terra: | Altezza minima da terra: |
| Posti totali: 2 | Posti totali: 2 | Bagagliaio: 100 + 50 l | Bagagliaio: 100 + 50 l | Serbatoio: 60 l | Serbatoio: 60 l |
| Masse | a vuoto: <1500 kg | a vuoto: <1500 kg | a vuoto: <1500 kg | a vuoto: <1500 kg | a vuoto: <1500 kg |
| Meccanica | | | | | |
| Tipo motore: Maserati Nettuno, endotermico biturbo da 6 cilindri a V di 90° / Rapporto di compressione: 11:1           | Tipo motore: Maserati Nettuno, endotermico biturbo da 6 cilindri a V di 90° / Rapporto di compressione: 11:1 | Tipo motore: Maserati Nettuno, endotermico biturbo da 6 cilindri a V di 90° / Rapporto di compressione: 11:1 | Cilindrata: (alesaggio×corsa: 88×82 mm) 3000 cm³ | Cilindrata: (alesaggio×corsa: 88×82 mm) 3000 cm³ | Cilindrata: (alesaggio×corsa: 88×82 mm) 3000 cm³ |
| Distribuzione: bialbero                                                                                                | Distribuzione: bialbero | Distribuzione: bialbero | Alimentazione: iniezione diretta da 350 bar + precamera 6 bar | Alimentazione: iniezione diretta da 350 bar + precamera 6 bar | Alimentazione: iniezione diretta da 350 bar + precamera 6 bar |
| Prestazioni motore | Potenza: 630 CV a 7500 giri/min / Coppia: 730 N·m a 3000–5500 giri/min | Potenza: 630 CV a 7500 giri/min / Coppia: 730 N·m a 3000–5500 giri/min | Potenza: 630 CV a 7500 giri/min / Coppia: 730 N·m a 3000–5500 giri/min | Potenza: 630 CV a 7500 giri/min / Coppia: 730 N·m a 3000–5500 giri/min | Potenza: 630 CV a 7500 giri/min / Coppia: 730 N·m a 3000–5500 giri/min |
| Accensione: Maserati Twin Combustion Twin Spark con precamera passiva                                                  | Accensione: Maserati Twin Combustion Twin Spark con precamera passiva | Accensione: Maserati Twin Combustion Twin Spark con precamera passiva | Impianto elettrico: | Impianto elettrico: | Impianto elettrico: |
| Frizione: doppia a bagno d'olio                                                                                        | Frizione: doppia a bagno d'olio | Frizione: doppia a bagno d'olio | Cambio: sequenziale a 8 rapporti + RM Tremec | Cambio: sequenziale a 8 rapporti + RM Tremec | Cambio: sequenziale a 8 rapporti + RM Tremec |
| Telaio | | | | | |
| Corpo vettura | monoscocca in fibra di carbonio | monoscocca in fibra di carbonio | monoscocca in fibra di carbonio | monoscocca in fibra di carbonio | monoscocca in fibra di carbonio |
| Sospensioni | anteriori: triangoli sovrapposti con asse di sterzo virtuale, barra antirollio / posteriori: triangoli sovrapposti con asse di sterzo virtuale, barra antirollio                                                 | anteriori: triangoli sovrapposti con asse di sterzo virtuale, barra antirollio / posteriori: triangoli sovrapposti con asse di sterzo virtuale, barra antirollio                                                 | anteriori: triangoli sovrapposti con asse di sterzo virtuale, barra antirollio / posteriori: triangoli sovrapposti con asse di sterzo virtuale, barra antirollio                                                 | anteriori: triangoli sovrapposti con asse di sterzo virtuale, barra antirollio / posteriori: triangoli sovrapposti con asse di sterzo virtuale, barra antirollio                                                 | anteriori: triangoli sovrapposti con asse di sterzo virtuale, barra antirollio / posteriori: triangoli sovrapposti con asse di sterzo virtuale, barra antirollio                                                 |
| Freni | anteriori: a disco autoventilati da 380×34 mm Brembo con pinza a 6 pistoncini, sistema anti bloccaggio / posteriori: a disco autoventilati da 350×27 mm Brembo con pinza a 4 pistoncini, sistema anti bloccaggio | anteriori: a disco autoventilati da 380×34 mm Brembo con pinza a 6 pistoncini, sistema anti bloccaggio / posteriori: a disco autoventilati da 350×27 mm Brembo con pinza a 4 pistoncini, sistema anti bloccaggio | anteriori: a disco autoventilati da 380×34 mm Brembo con pinza a 6 pistoncini, sistema anti bloccaggio / posteriori: a disco autoventilati da 350×27 mm Brembo con pinza a 4 pistoncini, sistema anti bloccaggio | anteriori: a disco autoventilati da 380×34 mm Brembo con pinza a 6 pistoncini, sistema anti bloccaggio / posteriori: a disco autoventilati da 350×27 mm Brembo con pinza a 4 pistoncini, sistema anti bloccaggio | anteriori: a disco autoventilati da 380×34 mm Brembo con pinza a 6 pistoncini, sistema anti bloccaggio / posteriori: a disco autoventilati da 350×27 mm Brembo con pinza a 4 pistoncini, sistema anti bloccaggio |
| Pneumatici | anteriori: 245/35 ZR 20; posteriori: 305/30 ZR 20 / Cerchi: 20 pollici | anteriori: 245/35 ZR 20; posteriori: 305/30 ZR 20 / Cerchi: 20 pollici | anteriori: 245/35 ZR 20; posteriori: 305/30 ZR 20 / Cerchi: 20 pollici | anteriori: 245/35 ZR 20; posteriori: 305/30 ZR 20 / Cerchi: 20 pollici | anteriori: 245/35 ZR 20; posteriori: 305/30 ZR 20 / Cerchi: 20 pollici |
| Prestazioni dichiarate                                                                                                 | | | | | |
| Velocità: >325 km/h | Velocità: >325 km/h | Velocità: >325 km/h | Accelerazione: 0–100 km/h in 2,9 s; 0–200 km/h in 8,8 s | Accelerazione: 0–100 km/h in 2,9 s; 0–200 km/h in 8,8 s | Accelerazione: 0–100 km/h in 2,9 s; 0–200 km/h in 8,8 s |
| Consumi | 11,9 l/100 km | 11,9 l/100 km | 11,9 l/100 km | 11,9 l/100 km | 11,9 l/100 km |
| Omologazione: Euro 6                                                                                                   | Omologazione: Euro 6 | Omologazione: Euro 6 | Emissioni CO2: 269,4 g/100 km | Emissioni CO2: 269,4 g/100 km | Emissioni CO2: 269,4 g/100 km |
| Altro | | | | | |
| Coefficiente di resistenza aerodinamica                                                                                | <0,38 | <0,38 | <0,38 | <0,38 | <0,38 |
| Fonte dei dati: Maserati MC20, com’è caratteristiche [scheda tecnica], su Newsauto.it. URL consultato l'8 giugno 2021. | | | | | |